# Kattfot
Kattfot (Antennaria dioica (L.) Gaertner) tillhör familjen korgblommiga växter.

## Beskrivning
Kattfot är en flerårig, krypande och revbildande ört, 3–10 cm hög. Utlöparna blir 2–5 cm. De basala bladen är 1-nerviga, skedlika eller rombiska 3–18 × 3–6 mm med grå ull på undersidorna. Ovansidorna är kala och gröna. Stjälkbladen är linjära, 7–13 mm långa.
Blommar maj–juni.
Blomkorgarna sitter 3–7 tillsammans. Såsom namnet "dioeca" eller "dioica" säger, är kattfoten en tvåbyggare med han- och honblommor på skilda plantor. Båda är ungefär lika vanliga. De hanliga korgarna känns igen på brett avrundade, oftast vita holkfjäll. Deras mittblommor har ett blomfoder (pensel) av långa hår med tjock, plymlik spets. Dessa blommor tycks vara tvåkönade, men pistillen är steril: dess fruktämne brukar sakna fröämne. Märket har endast till uppgift att utsopa ståndarnas pollen (liksom hos Petasites). De honliga korgarna har smalare, vanligen skära till mörkt rosa holkfjäll, samt blommor med trådsmal krona och hårdare pensel av vanlig beskaffenhet med vita eller skära hår.
Örtståndet är avpassat efter torra lokaler genom att stjälken och bladens undersida är vitluddiga och bladens gröna översida kan täckas genom att skivan vid mycket torr väderlek och i solöppna lokaler är hopviken längs mittnerven.
Blomkorgarna är torra och kan användas som eterneller, bland annat till "evighetskransar".
Kattfot är en älskad blomma på många håll och besjungs i Evert Taubes Sjösalavals.

## Habitat
Allmän växt genom hela det nordeuropeiska florområdet. Österut förekommer den till Japan och Aleuterna. Dock har den minskat i modern tid.
Även i fjälltrakter är kattfot ganska vanlig. I Jotunheimen når den 2 000 m ö h, i norra Norge 1 000 m ö h.
Mellan Svarta havet och Kaspiska havet finns ett område med arten Antennaria caucasica.

### Utbredningskartor
- Norden
- Norra halvklotet

## Biotop
Företrädesvis torr, grusartad och kvävefattig jordmån, till exempel vägkanter och öppna skogsbackar. Kattfot odlas också som trädgårdsväxt.

## Etymologi
- Släktnamnet Antennaria kommer av latin antenna = stång
- Artepitetet dioica är en böjningsform av latin dioicus (tvåbyggare) med syftning på att kattfot har skilda han- och honplantor.

## Bygdemål
| Namn             | Trakt   | Kommentar                                                                                                   |
| ---------------- | ------- | --- |
|                  |         | |
| Harefötter       | Småland | Detta namn tillskrivs i Närke en annan art, bergsyra, Rumex acetosella, som inte alls är släkt med kattfot. |
| Harfotablomster, | Närke   | Även detta namn avser bergsyra, Rumex acetosella                                                            |

## Synonymer
Antennaria dioica var. borealis E.G.Camus
Antennaria dioica var. corymbosa (E.E.Nelson) Jeps.
Antennaria dioica var. discolor Rouy
Antennaria dioica var. gallica E.G.Camus
Antennaria dioica var. hyperborea Lange
Antennaria dioica var. kernensis Jeps.
Antennaria dioica var. marginata (Greene) Jeps.
Antennaria dioica var. parvifolia (Nutt.) Torr. & A.Gray
Antennaria dioica var. rosea (Greene) D.C.Eaton
Antennaria hibernica Braun-Blanq.
Antennaria hyperborea D.Don
Antennaria insularis Greene
Antennaria montana Gray
Antennaria parvifolia Nutt.
Antennaria parvifolia var. aureola (Lunell) 
Chmiel.
Antennaria parvifolia var. bracteosa (Rydb.) A.Nelson
Antennaria parvifolia var. bracteosa (Rydb.) B.Boivin
Antennaria parvifolia var. rosea (D.C.Eaton) Greene
Antennaria villifera Boriss.
Antennaria villifera var. angustifolia Kozhevn.
Chamaezelum dioicum (L.) Link
Cyttarium dioicum (L.) Peterm.
Gnaphalium dioicum L.
Gnaphalium leucocephalum Gand.
Gnaphalium platyphyllum Gand.
Margaritaria simplex Opiz

## Bilder

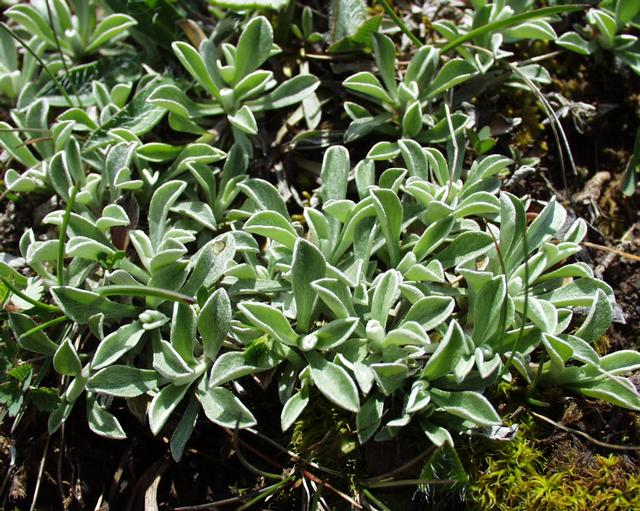
Bladrosetter nära marken Kan bli täta mattor vid spridning med utlöpare
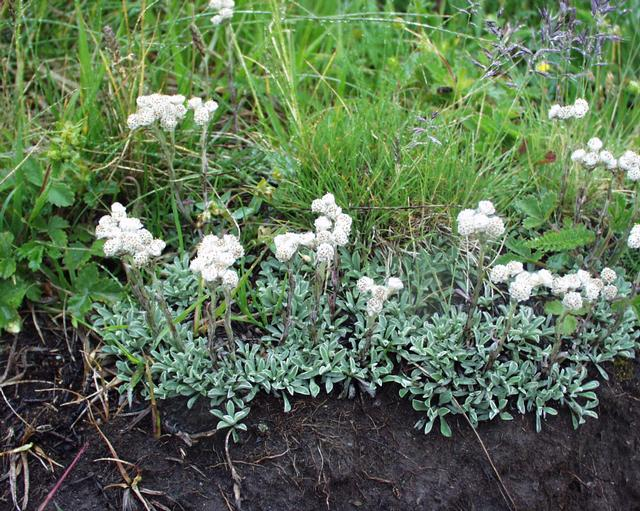
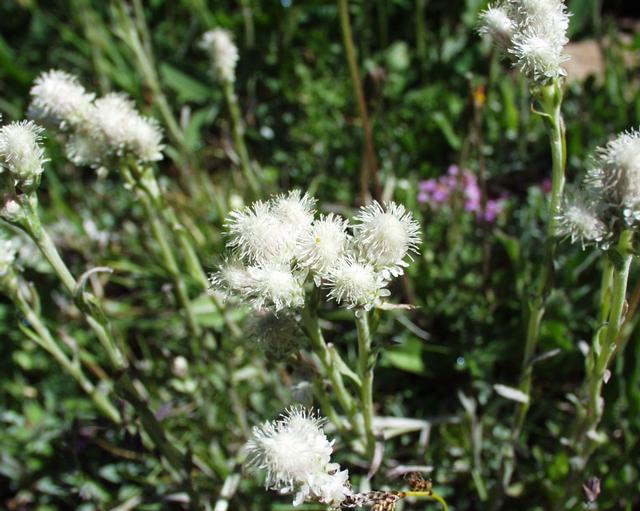
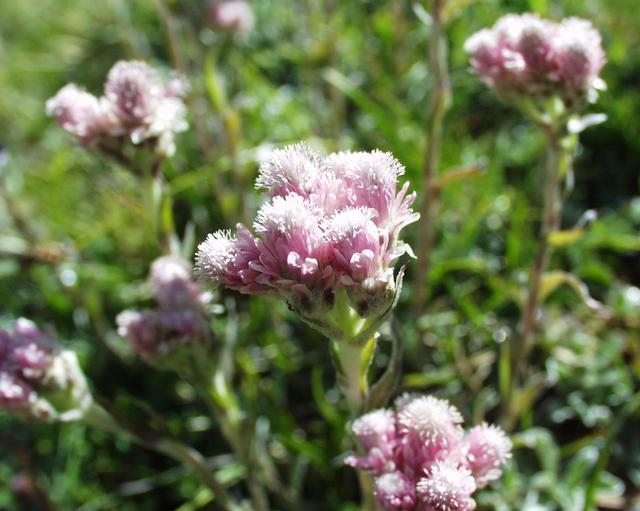